# Moulins-la-Marche

Moulins-la-Marche este o comună în departamentul Orne, Franța. În 1 ianuarie 2022 avea o populație de 717 de locuitori.